# Hudson, Wyoming
För andra betydelser, se Hudson.
Hudson, arapaho: Boo'oowú', är en kommun (town) i Fremont County i Wyoming, med 458 invånare vid 2010 års folkräkning.

## Geografi
Hudson ligger vid Popo Agie River, mellan de större grannstäderna Riverton och Lander. Stadens norra delar ligger delvis i Wind Rivers indianreservat.

## Historia
Hudson fick ett postkontor 1907. Staden döptes efter John T. Hudson, som ägde marken som orten grundades på.